# Jewgeni Jewgenjewitsch Obermiller
Jewgeni Jewgenjewitsch Obermiller (Obermüller; russisch Евгений Евгеньевич Обермиллер; * 28. Oktober 1901 in Peterhof; † 3. Juni 1935 in Leningrad) war ein bedeutender russischer Orientalist, Tibetologe, Sanskritist und Buddhologe. Er war ein Schüler von Scherbatskoy (1866–1942). Er übersetzte eine Reihe wichtiger buddhistischer Werke aus dem Tibetischen, darunter die Geschichte des Buddhismus von Buton Rinchen Drub.

## Werke (Auswahl)
- E. Obermiller: The history of Buddhism (Chos ḥbyung) by Bu-ston. I: The Jewellery of Scripture. II: The history of Buddhism in India and Tibet. Harrassowitz 1931-2. Reprint. Sri Satguru Publications, New Delhi 1986.
- E. Obermiller: Madhyantavibhagasotrabhasyatika of Sthiramati. In: The Indian Historical Quarterly. Dezember 1933, S. 1019–1030. (South Asia Archive)
- E. Obermiller: Nirvana According to the Tibetan Tradition. In: The Indian Historical Quarterly. Juni 1934, S. 211–257.
- The Sublime Science of the Great Vehicle to Salvation (Uttaratantra). Being a Manual of Buddhist Monism. The Work of Āryāsanga (RAR; 28,3 MB). Transl. from Tib. with Intr. and Notes by E. Obermiller // Acta Orientalia. Vol. IX. – Lpz., 1931, S. 105–117.